# Røyto
Røyto est une île dans le landskap Sunnhordland du comté de Vestland. Elle appartient administrativement à Øygarden.

## Géographie
Rocheuse et couverte d'une légère végétation, elle s'étend sur environ 917 m de longueur pour une largeur approximative de 514 m. Elle compte de nombreuses habitations.